# Њутаун (Конектикат)
Њутаун (енгл. Newtown) град је у америчкој савезној држави Конектикат.

## Демографија
По попису из 2010. године број становника је 1.941, што је 98 (5,3%) становника више него 2000. године.
| Група             | 2000.         | 2010.         |
| Белци             | 1.745 (94,7%) | 1.782 (91,8%) |
| Афроамериканци    | 7 (0,4%)      | 18 (0,9%)     |
| Азијати           | 40 (2,2%)     | 31 (1,6%)     |
| Хиспаноамериканци | 39 (2,1%)     | 98 (5,0%)     |
| Укупно            | 1.843         | 1.941         |